# Frea vagemarmorata
Frea vagemarmorata là một loài bọ cánh cứng trong họ Cerambycidae.